# La nit es mou
La nit es mou (títol original en anglès: Night Moves) és una pel·lícula dels Estats Units d'Arthur Penn, estrenada el 1975. Va ser produïda per Robert M.Sherman adaptació d'un guió d'Alan Sharp. Gene Hackman va rebre una nominació al BAFTA al millor actor pel seu paper a la pel·lícula. Ha estat doblada al català.

## Argument
Harry Moseby (Gene Hackman) és un antic jugador de futbol professional, convertit en detectiu privat a Los Angeles. És convocat per una exactriu de Hollywood, avui envellida, que li encarrega d'un assumpte trivial: trobar la seva filla Delly (Mélanie Griffiths), una jove nimfa de 16 anys, que aparentment hauria fugit. Harry interroga l'últim promès de la noia, Quentin (James Woods), que treballa ocasionalment com a mecànic als estudis de cinema. La seva investigació s'orienta cap al medi dels acròbates de cinema, que Delly hauria freqüentat abans de desaparèixer.
Paral·lelament al seu treball, Harry troba problemes en la seva vida privada: descobreix que la seva dona l'enganya i tracta el problema com si es tractés d'una de les seves investigacions. Gràcies a la matrícula del seu cotxe, troba el seu amant i intenta saber si les coses són serioses entre ell i la seva esposa. Desenganyat, es concentra cada vegada més en la recerca de Delly.
Fa amistat amb Joey Ziegler (Edward Binns), un coordinador d'acrobàcies que coneixia d'abans, quan Harry era jugador de futbol. Gràcies a ell i a un altre acròbata, Merv Ellman, un pilot especialista, Harry acaba aprenent que Delly ha marxat potser a Florida, amb el seu sogre, Tom Iverson (John Crawford). Hi va, als cayos de Florida, on Iverson té un negoci de lloguer de vaixells. És acollit per la companya d'aquest últim, Paula (Jennifer Warren), una dona molt maca més aviat alliberada, i troba en efecte la jove Delly. Però aquesta es nega a tornar a Los Angeles amb ell, pretenent que la seva mare només sent indiferència envers ella i no s'interessa més que per l'herència que el seu pare mort li ha llegat. Tom Iverson i Paula accepten allotjar Harry alguns dies, per permetre convèncer Delly de tornar a la cleda.
En el transcurs d'un passeig pel mar, Delly es diverteix provocant Harry banyant-se nua. Però cabussant-se sota el vaixell, arriba per casualitat a les restes d'un avió i el cadàver del seu pilot. Mentre Harry reconforta la noia terroritzada, Paula llança una boia per assenyalar els llocs als guardacostes. Tornats a la seva casa dels cayos, mentre Delly es refugia a la seva cambra i Tom Iverson s'emborratxa, Paula busca Harry a la seva cambra on fan l'amor.
Aquest drama ha permès tanmateix convèncer Delly d'acceptar tornar amb la seva mare a Los Angeles. Harry la porta doncs, però les coses van malament: mare i noia discuteixen immediatament, i Delly demana al seu antic promès, Quentin, que el porti lluny d'allà. Harry no vol ficar-se més en la història, i després d'haver agafat els seus diners, s'afanya a desaparèixer per dedicar-se als seus problemes personals. Les relacions amb la seva dona semblen millorar.
Alguns dies més tard, Harry s'assabenta de cop que Delly acaba de morir en un accident de cotxe. L'acròbata Joey Ziegler, que l'havia contractés com a figurant en una pel·lícula, li explica que una escena aparentment sense perill ha acabat molt malament. Delly ha mort en l'accident, i el mateix Ziegler, que conduïa el vehicle, és greument ferit.

## Repartiment
- Gene Hackman: Harry Moseby
- James Woods: Quentin
- Melanie Griffith: Delly
- Kenneth Mars: Nick
- Edward Binns: Joey Ziegler
- John Crawford: Tom Iverson
- Susan Clark: Ellen
- Jennifer Warren: Paula
- Janete Ward: Arlene
- Harris Yulin: Marty
- Anthony Costello: Marv Ellman